# Andrea Settembrini
Andrea Settembrini (Arezzo, 10 dicembre 1991) è un calciatore italiano, centrocampista del Prato.

## Biografia
È laureato in scienze motorie.

## Caratteristiche tecniche
Settembrini è una mezzala abile negli inserimenti senza palla, in possesso di una discreta visione di gioco, in grado di dettare i ritmi di gioco e di impostare l'azione. Può giocare da mediano.

## Carriera
Inizia a giocare a calcio nelle giovanili del Santa Firmina. Il 3 luglio 2017 viene tesserato dal Cittadella. Esordisce in Serie B il 26 agosto 2017 in Cittadella-Ascoli (3-2), subentrando al 70' al posto di Nicholas Siega. Il 1º maggio 2019 si infortuna nella sfida disputata contro il Perugia, procurandosi la rottura del legamento crociato anteriore del ginocchio destro, costringendolo ad uno stop forzato di almeno 6 mesi.
Il 26 luglio viene ingaggiato a titolo gratuito dalla Virtus Entella. Torna in campo il 29 ottobre nei minuti finali di Entella-Cosenza (1-0), sostituendo Leonardo Sernicola a 5' dal termine.
Il 22 luglio 2021, firma un contratto annuale con opzione di rinnovo con il Padova, in Serie C.
Voluto da Paolo Indiani, che lo aveva allenato in precedenza al Pontedera, il 27 giugno 2022 Settembrini scende ufficialmente di categoria, accordandosi con l'Arezzo, in Serie D, e venendo nominato capitano della squadra. Quindi, lungo il campionato, guida la squadra alla vittoria del Girone E e alla conseguente promozione in Serie C. A fine stagione rinnova il proprio contratto col club toscano sino al 2026.

## Curiosità
La celebre pagina Facebook satirica "Luca Gotti Reacts" lo ha inserito nella formazione titolare dell'Italia che avrebbe vinto un immaginario Campionato Mondiale di Calcio 2022: nella realtà alternativa proposta dalla pagina, nella quale Luca Gotti è il CT della Nazionale, Settembrini è un titolarissimo nel centrocampo della formazione (rigorosamente schierata in campo col modulo 7-1-1-1).

## Statistiche

### Presenze e reti nei club
Statistiche aggiornate al 7 maggio 2025.
| Stagione           | Squadra            | Campionato         | Campionato | Campionato | Coppe nazionali | Coppe nazionali | Coppe nazionali | Coppe continentali | Coppe continentali | Coppe continentali | Altre coppe | Altre coppe | Altre coppe | Totale | Totale | Totale |
| Stagione           | Squadra            | Comp               | Pres       | Reti       | Comp            | Pres            | Reti            | Comp               | Pres               | Reti               | Comp        | Pres        | Reti        | Pres   | Reti   |        |
| ------------------ | ------------------ | ------------------ | ---------- | ---------- | --------------- | --------------- | --------------- | ------------------ | ------------------ | ------------------ | ----------- | ----------- | ----------- | ------ | ------ | ------ |
| 2008-2009          | Sansovino          | D                  | 2          | 0          | CI-D            | 0               | 0               | -                  | -                  | -                  | -           | -           | -           | 2      | 0      |        |
| 2009-2010          | Sansovino          | Ecc.               | 28         | 1          | CI-Dil          | 0               | 0               | -                  | -                  | -                  | -           | -           | -           | 28     | 1      |        |
| Totale Sansovino   | Totale Sansovino   | Totale Sansovino   | 30         | 1          |                 | 0               | 0               |                    | -                  | -                  |             | -           | -           | 30     | 1      |        |
| 2010-2011          | Pianese            | D                  | 21         | 0          | CI-D            | 0               | 0               | -                  | -                  | -                  | -           | -           | -           | 21     | 0      |        |
| 2011-2012          | Poggibonsi         | 2D                 | 29         | 0          | CI-LP           | 2               | 0               | -                  | -                  | -                  | -           | -           | -           | 31     | 0      |        |
| 2012-2013          | Poggibonsi         | 2D                 | 30         | 1          | CI-LP           | 4               | 0               | -                  | -                  | -                  | -           | -           | -           | 34     | 1      |        |
| Totale Poggibonsi  | Totale Poggibonsi  | Totale Poggibonsi  | 59         | 1          |                 | 6               | 0               |                    | -                  | -                  |             | -           | -           | 65     | 1      |        |
| 2013-2014          | Pontedera          | 1D                 | 28+1       | 0          | CI+CI-LP        | 1+2             | 0               | -                  | -                  | -                  | -           | -           | -           | 32     | 0      |        |
| 2014-2015          | Pontedera          | LP                 | 34         | 3          | CI+CI-LP        | 2+3             | 0               | -                  | -                  | -                  | -           | -           | -           | 39     | 3      |        |
| Totale Pontedera   | Totale Pontedera   | Totale Pontedera   | 62+1       | 3          |                 | 8               | 0               |                    | -                  | -                  |             | -           | -           | 71     | 3      |        |
| 2015-2016          | Feralpisalò        | LP                 | 32         | 2          | CI+CI-LP        | 2+0             | 0               | -                  | -                  | -                  | -           | -           | -           | 34     | 2      |        |
| 2016-2017          | Feralpisalò        | LP                 | 34+1       | 2          | CI+CI-LP        | 1+0             | 0               | -                  | -                  | -                  | -           | -           | -           | 36     | 2      |        |
| Totale Feralpisalò | Totale Feralpisalò | Totale Feralpisalò | 66+1       | 4          |                 | 3               | 0               |                    | -                  | -                  |             | -           | -           | 70     | 4      |        |
| 2017-2018          | Cittadella         | B                  | 34+2       | 0          | CI              | 3               | 0               | -                  | -                  | -                  | -           | -           | -           | 39     | 0      |        |
| 2018-2019          | Cittadella         | B                  | 29         | 0          | CI              | 3               | 0               | -                  | -                  | -                  | -           | -           | -           | 32     | 0      |        |
| Totale Cittadella  | Totale Cittadella  | Totale Cittadella  | 63+2       | 0          |                 | 6               | 0               |                    | -                  | -                  |             | -           | -           | 71     | 0      |        |
| 2019-2020          | Virtus Entella     | B                  | 23         | 0          | CI              | 0               | 0               | -                  | -                  | -                  | -           | -           | -           | 23     | 0      |        |
| 2020-2021          | Virtus Entella     | B                  | 21         | 0          | CI              | 0               | 0               | -                  | -                  | -                  | -           | -           | -           | 21     | 0      |        |
| Totale Cittadella  | Totale Cittadella  | Totale Cittadella  | 44         | 0          |                 | 0               | 0               |                    | -                  | -                  |             | -           | -           | 44     | 0      |        |
| 2021-2022          | Padova             | C                  | 18+3       | 0          | CI+CI-C         | 1+6             | 0               | -                  | -                  | -                  | -           | -           | -           | 28     | 0      |        |
| 2022-2023          | Arezzo             | D                  | 29+1       | 3          | CI-D            | 4               | 1               | -                  | -                  | -                  | -           | -           | -           | 34     | 4      |        |
| 2023-2024          | Arezzo             | C                  | 35+1       | 0          | CI-C            | 0               | 0               | -                  | -                  | -                  | -           | -           | -           | 36     | 0      |        |
| 2024-2025          | Arezzo             | C                  | 20         | 0          | CI-C            | 2               | 0               | -                  | -                  | -                  | -           | -           | -           | 22     | 0      |        |
| Totale Arezzo      | Totale Arezzo      | Totale Arezzo      | 84+2       | 3          |                 | 6               | 1               |                    | -                  | -                  |             | -           | -           | 92     | 4      |        |
| Totale carriera    | Totale carriera    | Totale carriera    | 445        | 12         |                 | 36              | 1               |                    | -                  | -                  |             | -           | -           | 481    | 13     |        |

## Palmarès

### Club

#### Competizioni nazionali
- Coppa Italia Serie C: 1

Padova: 2021-2022
- Serie D: 1

Arezzo: 2022-2023 (girone E)